# Eleccions municipals de 2019 a Cabra del Camp
Les eleccions municipals de 2019 a Cabra del Camp van ser unes eleccions locals que es van celebrar el diumenge 26 de maig de 2019 a Cabra del Camp, a l'Alt Camp, com a part de les eleccions municipals espanyoles. Es van triar els 9 regidors de l'Ajuntament de Cabra del Camp.

## Context
En les dues darreres legislatures, el municipi va viure diferents moments de notable inestabilitat política. En les eleccions municipals de 2015, el grup Cabra en Comú va obtenir la majoria dels regidors i el seu candidat, Miguel Castañón, va assumir l'alcaldia. Tot i això, pocs mesos després, dos regidors d'aquest grup es van passar a l'oposició per discrepàncies internes, deixant al govern en minoria. Aquesta situació va derivar en una moció de censura de l'únic grup opositor, Convergència i Unió, en el mateix any que no va prosperar.
Dos anys després, l'oposició va tornar a presentar una moció de censura —titllada d'«il·legal» pel partit d'en Castañón— juntament amb el suport d'una dels regidors díscols, Beatriz Diana Cahuancama. La moció resultà exitosa i el govern va caure en mans convergents, sent encapçalat per en Salvador Pérez Serrano. En el marc d'aquest tens ambient, en les següents setmanes es van produir algunes protestes ciutadanes en contra de la moció i el nou alcalde fou agredit dues vegades. L'agressor fou detingut.
Un any més tard, Diana es va incorporar al govern com regidora de Participació Ciutadana.

## Sistema electoral
Les eleccions als ajuntaments de l'Estat espanyol estan fixades per celebrar-se el quart diumenge de maig cada quatre anys. El sistema electoral fa servir la regla D'Hondt amb representació proporcional, llistes tancades i una barrera electoral del 5% dels vots vàlids, que inclou els vots en blanc. La votació per a l'assemblea local es basa en el sufragi universal.
En les eleccions municipals, la circumscripció electoral és en l'àmbit municipal i el nombre d'escons (o sigui, regidors) a triar del municipi es determina en funció del nombre d'habitants censats en aquest municipi. En el cas de Cabra del Camp, en tenir 869 persones censades, l'hi correspon 9 regidors.

## Candidatures
El 30 d'abril del mateix any, la Junta Electoral de Zona de Valls va proclamar les tres candidatures del municipi de Cabra del Camp en el Butlletí Oficial de la Província de Tarragona.
1. Caminem Tots Junts (JUNTS)
2. Acord per Cabra - Acord Municipal (ApC-AM)
3. Futuro Podemos (FUTURO PODEMOS)

## Jornada electoral

### Constitució de les meses
En aquell moment, Cabra del Camp tenia una població de 1.141 habitants, dels quals 869 persones van ser cridades a votar a una de les urnes de les 2 meses que es van constituir al municipi.

### Participació
La participació en aquestes eleccions va ser de 69,4%, el qual cosa implica que un total de 603 ciutadans del municipi van decidir exercir el seu dret a vot. Comparant aquesta participació amb la mitjana catalana, Cabra del Camp ha registrat una xifra més alta, situant-se en 4,6 punts percentuals per sobre.
A continuació, es presenta una taula amb els percentatges de participació registrats a diferents hores del dia de les eleccions:
| Hores              | Cabra del Camp |
| ------------------ | -------------- |
| Participació (14h) | 40,6% ( 0,6%)  |
| Participació (18h) | 58,7% ( 2,9%)  |
| Participació (20h) | 69,4% ( 2,6%)  |

## Resultats
Cap partit polític assolí majoria absoluta. Llavors, es va establir un govern format per tres regidors de la marca local d'ERC i tres regidors de Junts.
Tres mesos després, els tres últims regidors van sortir de l'equip de govern liderat per en Pérez. En 2020, el govern va tornar a caure en prosperar una moció de censura de Junts i Podemos, donant l'alcaldia al candidat del primer partit, Javier Romero Aznar.